# نصار الأحمد
نصار الأحمد سياسي عاش في جبل عامل، منذ ما يقارب ثلاثمائة عاما، وهو من آل علي الصغير.

## سيرته
1. هو نصار الأول بن أحمد بن نصار بن مشرف بن أحمد بن نصار بن حسين بن علي الصغير.
2. تاريخ ميلاده غير معروف بالدقة.
3. كان رئيس البلاد وحاكمها من جهة الدولة العثمانية.
4. يذهب البعض إلى أنه شارك في (واقعة البحرة) بينما يرفض الشيخ محمد تقي الفقيه هذا الرأي ويقول أن الواقعة حدثت في عهد ناصيف النصار عام 1185 هجرية.
5. عُرف أولاده وأحفاده بآل النصار

## أولاده
من أولاد نصار الأحمد : 
- محمد النصار
- نصار الثاني

### أولاد محمد النصار
من أولادمحمد النصار : 
- حمزة المحمد
- عباس المحمد
- علي المحمد

#### حمزة المحمد
أما حمزة المحمد، فقد انتفض مع أبناء ناصيف النصار وجماعة من أتباع آل علي الصغير والشيخ علي الزين صاحب شحور، ضد أحمد باشا الجزار، واسترجعوا قلعة تبنين وقتلوا المتسلّم فيها، فأرسل أحمد باشا الجزار عسكره في اليوم التالي واعتقل حمزة المحمد وقتله بعد واقعة عُرفت بواقعة شحور عام 1198 هجرية. وفي زمن علي بك الأسعد أهدى الأخير إلى أحفاد حمزة المحمد جبلا كأنه جمجمة صغيرة، فسكنوها وأصبحت تُعرف هذه القرية فيما بعد بالجميجمة.

#### عباس المحمد
وأما عباس المحمدفهو باني مدينة صور التي كانت قبله خرابا لمدة 425 سنة، وكان حاكما لمدينة صور أيام ناصيف النصار وتوفي في العام 1186 هجرية.
وكان من الشخصيات العربية المعروفة والمرموقة , واستلم حكمه عام 1059 هـ. وقد اتخذ الشيخ عباس المحمد من بلدة العباسية مصيفاً له فسميت على اسمه، كذلك فإنه كان يقضي أجزاء من فصل الصيف في قلعة (مارون). وكان على خلاف مع عمّه الشيخ قبلان وجرت بينهما معارك على خلفية توزيع النفوذ والإقطاعات. وكان له ولد اسمه (حسينا).
وجاء بعده حمد العباس وكان حاكما لصور أيام أحمد باشا الجزار وهادن الجزار ولكنه ما لبث أن اعتقله وسجنه في عكا حتى مات في السجن. وتشردت عياله ونساؤه حتى وصل الأمر بهم إلى استعطاء الناس.

#### علي المحمد
أما علي المحمد فمن أولاده عباس العلي المحمد الذي توفي في زمن ناصيف النصار عام 1195 هجرية. وقد جدّد عباس العلي بناء قلعة مارون (عام 1170 هـ) وسكن فيها. ومن أولاد عباس العلي: سلمان العباس العلي المحمد. ومن أولاد سلمان: حسين بك السلمان الذي أعقب ب ثامر بن حسين بك السلمان و سلمان بن حسين بك السلمان .

### أولاد نصار الثاني
من أولاد نصار بن نصار الأحمد :
- محمود النصار
- ناصيف النصار
- مراد النصار
- ظاهر النصار.